# تسونه‌ئو ایماهوری
تسونه‌ئو ایماهوری (انگلیسی: Tsuneo Imahori; ۵ دسامبر ۱۹۶۲ – ) موسیقی‌دان اهل ژاپن بود. وی از سال ۱۹۸۶ میلادی تاکنون مشغول فعالیت بوده‌است.